# Музыкальное учебное заведение
Музыка́льное уче́бное заведе́ние — учреждение, основная деятельность которого заключается в обучении какой-либо категории людей игре на музыкальных инструментах, пению, теории, истории музыки и прочим составляющим музыкального образования. Организационные формы, условия и уровень обучения зависят от целей, контингента, местных традиций и иных факторов.

## Общие сведения о музыкальных заведениях
Музыкальное учебное заведение может существовать как юридически самостоятельная инстанция или быть интегрированным в более крупную образовательную организацию в виде её музыкального отделения. Оно может готовить музыкантов-профессионалов или любителей. Возраст обучаемых — обычно от 6-7-лет. Программа занятий определяется возрастом, а также имеющейся предварительной подготовкой. Минимальные стартовые требования всегда оговариваются, нередко проводится конкурсный отбор. Музыкальные заведения могут быть государственными, муниципальными или частными, а обучение — бесплатным или платным.
Применительно к детям, в отличие от обязательного во всех развитых странах общего школьного образования, музыкальное является факультативным.

## Музыкальные учебные заведения в России
В России со времен СССР для всех желающих приобрести начальные навыки игры на инструментах действуют музыкальные кружки, студии и различные школы. Основными музыкальными учреждениями для детей 7-15 лет являются районные детские музыкальные школы или музыкальные отделения школ искусств, воспитывающие культурных любителей музыки. Лучшие выпускники продолжают образование в училищах с четырёхлетним сроком обучения (обычный возраст 16-19). Для самых одарённых детей, сразу нацеленных на музыкальную карьеру, функционируют особые специальные музыкальные школы (возраст 7-17). По окончании такой специальной музыкальной школы или училища можно поступить в музыкальный вуз — консерваторию. Имеются также институты культуры с факультетами искусства и музыки.

## Термин «музыкальное учебное заведение» за рубежом
Наиболее общим наименованием музыкального учебного заведения за рубежом является словосочетание «музыкальная школа» (на соответствующем языке: англ. music school, нем. Musikschule, фр. école de musique и т. п.). Оно, однако, может означать не только аналог детской музыкальной школы в РФ, но и учреждение любого иного уровня международной стандартной классификации образования: от кружка для начинающих малышей до консерватории. Неоднозначность обусловлена более широкой, чем в России, трактовкой понятия «школа». Разумеется, из минимального контекста, а также за счет слов «детская», «высшая» и др. вносится ясность, но при международном общении все же полезно конкретизировать, о «школе» какого уровня идет речь, во избежание недоразумений.